# Rolando I Rátót
Rolando (I) Rátót (in ungherese Rátót nembeli (I.) Roland; 1215 circa – 1277 o 1278) fu un influente nobile ungherese che ricoprì diverse importanti cariche secolari per decenni; fu inoltre il progenitore della famiglia dei Paksi.

## Biografia

### Origini e discendenza
Rolando I nacque intorno al 1215 e discendeva dalla famiglia dei Rátót. Era poi figlio di Domenico I, che ricoprì la carica di mastro tesoriere dal 1238 al 1240, prima di morire nella battaglia di Mohi nel 1241. Gli antenati della stirpe erano due cavalieri normanni (Oliviero e Ratoldo) di Caserta e Napoli stabilitisi in Ungheria intorno al 1097 durante il regno di Colomanno il Bibliofilo. Il primo antenato noto di Rolando era il suo bisnonno Leustachio I Rátót, voivoda di Transilvania nella seconda metà del XII secolo. Rolando aveva tre fratelli, di cui uno di essi, Stefano, fu il capostipite delle famiglie aristocratiche dei Pásztói, Tari e Kakas de Kaza. Dall'altro figlio Oliviero discese la famiglia dei Putnoki, mentre Leustachio II fu il padre del palatino Rolando II Rátót e anche il progenitore dei rami Jolsvai, Serkei e Feledi. La loro unica sorella dal nome ignoto sposò Maurizio II Pok, a cui diede origine l'influente nobile Nicola Pok.
Rolando ebbe due figli dalla sconosciuta consorte: Mattia e Ratoldo II (fl. 1278-1296). Mentre quest'ultimo non ebbe dei discendenti, Mattia, il quale presto adottò il cognome Paksi (o Paksy), sposò una delle figlie di Paolo Visontai, appartenente al ramo Kompolt della stirpe degli Aba. I loro due figli furono Rolando e Oliviero Paksi, che ricoprirono importanti incarichi sotto Luigi I d'Ungheria.

### Primi incarichi
Menzionato per la prima volta nei documenti medievali nel 1241, Rolando ricoprì la carica di mastro coppiere in seguito alla prima invasione mongola dell'Ungheria e alla morte del padre, perito sul campo di battaglia di Mohi. Rolando fu presto rimpiazzato in quella posizione dal cognato Maurizio II Pok. Stando a László Markó, Rolando potrebbe essere rimasto in carica fino all'anno successivo. Quando re Béla IV tornò in Ungheria nel maggio del 1242, dopo il ritiro dei mongoli, anche Rolando scortò il suo monarca. Trascorse quindi anche i mesi precedenti in Dalmazia, dove trovò rifugio la corte reale ungherese. Dal 1242 al 1245 (o dal 1241 al 1246, secondo documenti non autentici), ricoprì l'incarico di gran dapifero reale, amministrando inoltre il comitato di Nitra (1242-1243), poi il comitato di Sopron (1244-1245).
Nel 1246, guidò la campagna reale di Béla contro Federico II, duca d'Austria, che aveva attaccato l'Ungheria e rivendicato i comitati occidentali di Moson, Sopron e Comitato di Vas. Rolando fortificò e difese Sopron e il castello di Pozsony, ma l'esercito di Federico li assediò e li catturò con successo (secondo Veronika Rudolf, questa schermaglia avvenne durante l'invasione mongola avvenuta un lustro prima). Successivamente l'esercito di Rolando, composto anche da cumani guidati da Alpra e dalle truppe ausiliarie di Rostislao Mikhailovič, fu sconfitto dagli austriaci nella battaglia del fiume Leita il 15 giugno 1246. In quella circostanza Federico fu ucciso sul campo di battaglia, determinando la fine del conflitto e l'interregno in Austria. In seguito, Rolando fu nominato giudice reale nel 1247 e mantenne la dignità probabilmente fino a 1248.

### Palatino
Rolando fu nominato palatino nel 1248, ricoprendo tale carica per un periodo insolitamente lungo per quell'epoca, fino al 1260, rimanendo fedele a re Béla IV. Fu inoltre ispán del comitato di Pozsony durante quel periodo (1248-1260) e ispán del comitato di Sopron per un breve arco temporale nel 1255 (il suo sigillo fu conservato in quell'anno). Prima di Rolando, i palatini agirono in veste di giudici itineranti, girovagando per l'intero regno tra il 1230 e il 1241. Tuttavia, abbandonò questa pratica e si dedicò principalmente alle controversie avvenute a Presburgo (la moderna Bratislava, in Slovacchia). Durante la dinastia degli Arpadi, Rolando emise il grosso dei diplomi indicando date e località precise, perlopiù relative a eventi avvenuti nella regione nord-occidentale del regno. Ad esempio, curò degli atti a Presburgo nel 1249, 1251, 1252, 1253 e 1255 in una decina di occasioni circa. Quando non si trovava a Bratislava, risiedeva a Oltva (un insediamento nel comitato di Giavarino, oggi disabitato), Vasvár, Trencsén (la moderna Trenčín, in Slovacchia), Vaska, Muraszombat (oggi Murska Sobota, in Slovacchia), Giavarino, Mórichida e Regede (la moderna Bad Radkersburg, in Austria). Fu l'ultimo palatino a giudicare l'abbazia di Pannonhalma (nel 1254 e nel 1255) prima che il monastero ricevette la rinuncia ai privilegi qualche tempo dopo. Sotto di lui, la dignità divenne gradualmente una carica politica, oscurando le sue precedenti funzioni "tradizionali" (ad esempio la risoluzione di contenziosi).
Nei dodici anni in cui fu palatino, Rolando supervisionò almeno quarantaquattro controversie giudiziarie, ventotto delle quali conservate integralmente negli statuti dell'epoca. Di conseguenza, ricoprì il ruolo di palatino principalmente nel Transdanubio e risiedette permanentemente a Presburgo, dove era ispán. Lì, Rolando fu anche responsabile della protezione del confine nord-occidentale (comitati di Pozsony e Sopron) contro l'Austria. Quando Béla IV rivide le concessioni terriere dei suoi predecessori e reclamò le vecchie proprietà della corona, generando gravi ripercussioni sul comitato di Pozsony, Rolando fu incaricato di attuare le sue decisioni. Lo storico Kornél Szovák ha affermato che Roland Rátót impiegò il personale ecclesiastico della cappella di Presburgo come suo personale letterato.
Nel 1254, Rolando partecipò alla stesura del trattato di pace di Presburgo (1254), firmato in quella città il 1° maggio. Ai sensi dell'intesa, Ottocaro II di Boemia, nel frattempo diventato re di Boemia, cedette il ducato di Stiria a Béla, che adottò anche il titolo di duca. Aiutò Béla IV a organizzare e consolidare l'amministrazione ungherese in Stiria, soggiornando a Bad Radkersburg (Regede) diverse volte tra il 1250 e il 1260. Scontenti del dominio ungherese, l'élite della Stiria invocò l'ausilio di Ottocaro di Boemia. Béla e i suoi alleati invasero la Moravia, ma Ottocaro li sconfisse nella battaglia di Kressenbrunn il 12 giugno 1260, a cui partecipò finanche Rolando. La sconfitta costrinse Béla a rinunciare alla Stiria in favore del re di Boemia con la pace di Vienna, firmata il 31 marzo 1261 grazie all'attività di mediazione di Rolando Rátót, che trattò per mesi con Ottocaro in Austria per conto di re Béla e della regina Maria Lascaris di Nicea.

### Bano di Slavonia
Nel 1260, Rolando fu succeduto da Enrico Kőszegi. In quel periodo emersero tensioni tra re Béla IV e il suo primogenito Stefano. Il favoritismo di Béla nei confronti del figlio minore, Béla (che nominò duca di Slavonia) e della figlia, Anna irritò Stefano. Dopo la morte di Stefano Gutkeled nel 1259 o 1260, Rolando divenne bano di Slavonia; nelle fonti coeve appare per la prima volta in questa veste nell'agosto del 1261. Rolando servì in veste di mentore e sostegno del giovane principe, assecondando il desiderio di re Béla. In qualità di bano, acquisì diverse terre e possedimenti a sud del fiume Drava.
Sebbene Rolando non adoperasse il titolo di duca di Slavonia, a differenza dei suoi predecessori Dionigi Türje e Stefano Gutkeled, ebbe una notevole influenza sugli affari dalmati. Rolando fu definito comes (ispán o zupano) di Traù nel periodo tra il settembre 1262 e l'ottobre 1267 con una breve interruzione nel 1263. Secondo Attila Zsoldos, Rolando fu altresì comes di Spalato tra il 1265 e il 1267, ma è più probabile che avesse ricoperto la carica dal 1262 al 1268. Dopo il settembre del 1267 (momento in cui come si dirà non fu più bano), Rolando fu definito semplicemente «Dominus Rolandus egregius comes» in Dalmazia. Rolando donò la fortezza di Četiglavac alla diocesi di Nona nel 1266 e in particolare al suo vescovo di origine ungherese, Sansone. Stefano V confermò questa donazione nel 1272.
Il conflitto tra Re Béla IV e il Duca Stefano degenerò in una guerra civile tra il 1264 e il 1265. Dopo alcuni mesi, il duca Stefano conseguì una vittoria decisiva sull'esercito del padre nella battaglia di Isaszeg nel marzo del 1265. Poco dopo, Béla e Stefano siglarono l'intesa di pace nel convento della Beata Vergine Maria sull'isola dei Conigli. Rolando Rátót si astenne dagli scontri, in quanto risiedette vicino a Zagabria in quel frangente storico. Dopo la pace, Stefano intendeva punire in modo limitato i cumani, con l'approvazione di Béla, in quanto li aveva in precedenza ritenuti rei di tradimento e di essersi uniti alle file del re durante la guerra. Béla mise a disposizione delle armate per suo figlio sotto la guida di Rolando, la cui figura era gradita al duca Stefano. Rolando partecipò inoltre a una campagna contro il Secondo Impero bulgaro nell'estate del 1266, quando Stefano invase la Bulgaria, conquistò Vidin, Pleven e altre fortezze e sbaragliando i nemici in cinque battaglie, con il risultato che il despota Giacobbe Svetoslao dovette riconoscere la sovranità di Stefano.
Tuttavia, nonostante il precedente accordo, Rolando divenne presto vittima politica della rivalità tra Béla IV e Stefano. Sotto l'influenza degli intrighi dei nobili leali, re Béla destituì Rolando e lo sostituì con Enrico Kőszegi nell'estate del 1267, con il risultato che anche i suoi possedimenti in Slavonia furono saccheggiati e danneggiati. È altamente probabile che Béla considerasse la sua partecipazione alla campagna del duca Stefano contro la Bulgaria un abuso di potere, poiché il re gli aveva dato l'esercito solo per regolarizzare le tribù cumane. Béla temeva anche che l'abile condottiero Stefano avesse radunato alleati tra i suoi sostenitori durante tali spedizioni. Secondo un documento reale del 1270, emesso da Stefano V, Rolando perse la fiducia di Béla a causa «delle diatribe e delle accuse dei suoi nemici» alla corte reale.

### Ultimi anni

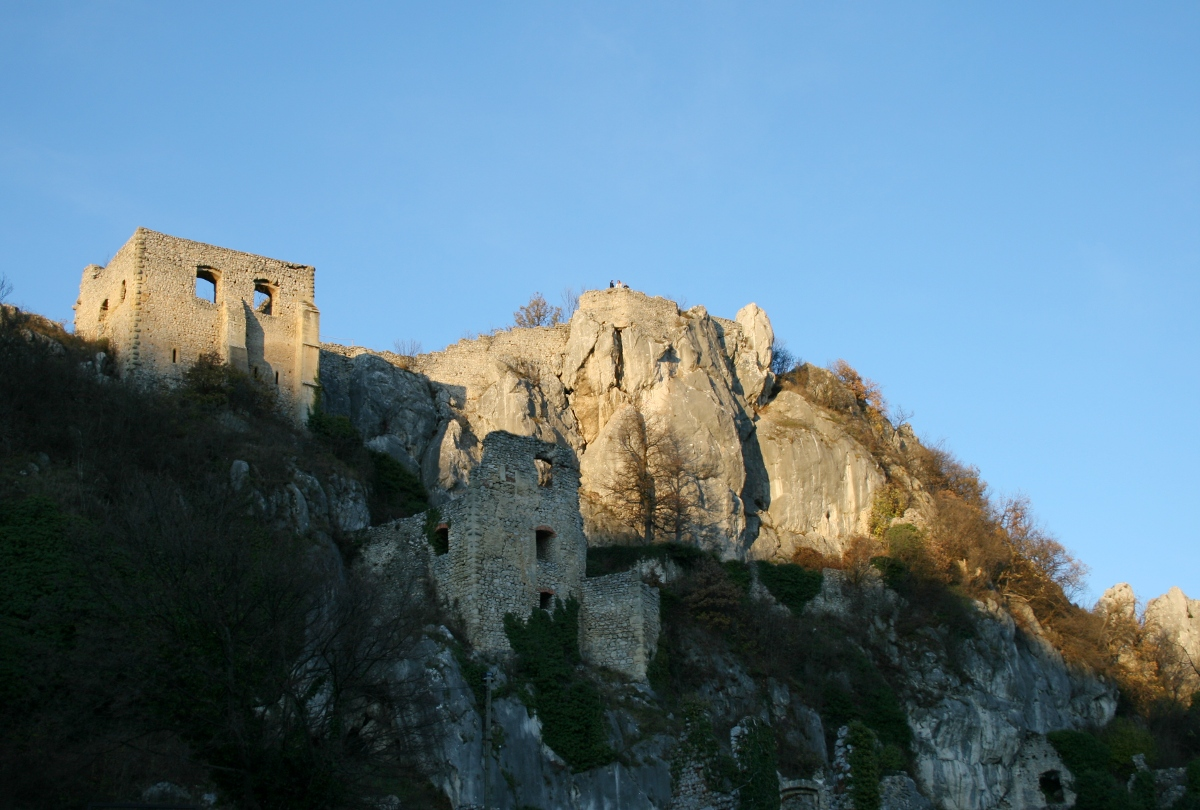
Il castello di Kalnik (oggi in Croazia), di proprietà di Rolando Rátót dal 1270

Stefano V salì al trono ungherese nel 1270 e durante il suo breve regno, donò il Kalnik e le aree circostanti a Rolando, che divenne pure conte perpetuo dell'ispanato di Kalnik (Kemlék). Tra i vari contenuti, la lettera di donazione affermava che Rolando «è piacevole nella conversazione» ed «è capace di farsi apprezzare dagli altri», informazioni queste che riflettono l'impatto del codice cavalleresco nella corte reale. Nel mezzo di un breve conflitto tra Ungheria e Boemia nella primavera del 1271, Rolando, insieme al vescovo Paolo Balog e al chierico Tommaso (futuro vescovo di Vác), fu inviato alla corte di Ottocaro per negoziare con il sovrano boemo, mentre Stefano V si preparava a sostenere una guerra su vasta scala. Rolando prese parte alla vittoriosa battaglia sul fiume Rábca il 21 maggio 1271 e gli fu quindi concesso il diritto di riscuotere la «collecta», una tassa straordinaria di sette denari in Slavonia. Dopo la vittoria di Stefano, Rolando fu tra gli inviati che negoziarono con i rappresentanti di Ottocaro a Marchegg. Era presente anche quando i due monarchi firmarono la pace di Presburgo (1271) il 2 luglio 1271, e fu lui stesso tra i garanti del documento con il titolo onorifico di «banus», che indica il suo status illustre, sebbene all'epoca non ricoprisse alcuna carica.
L'improvvisa morte di Stefano V e la successiva incoronazione del decenne Ladislao IV nell'agosto del 1272 gli permisero di diventare uno degli aristocratici più potenti del paese. La sua influenza aumentò ulteriormente nel novembre di quell'anno, quando il duca Béla di Macsó fu brutalmente assassinato da Enrico Kőszegi e i nobili si spartirono il territorio del ducato di Macsó. Rolando Rátót divenne dunque palatino e primo bano di Macsó. Fu attivamente coinvolto nei conflitti interni tra le due fazioni aristocratiche emerse durante l'ultimo decennio di Béla IV. In una prima fase, Roland sostenne lo schieramento delle famiglie dei Kőszegi e dei Gutkeled contro la fazione degli Csák. A giudizio dello storico Jenő Szűcs, Rolando riuscì a raggiungere la carica secolare più alta per la seconda volta nel novembre del 1272, in quanto le due fazioni rivali e la regina vedova reggente nominale Elisabetta la Cumana consideravano importante mantenere un'apparenza di unità già nei primi anni. Szűcs ha sottolineato che i nobili anziani più rispettati e importanti, nominati in passato palatini o funzionari in altre alte cariche, tra cui Dionigi Péc, Ernye Ákos e Rolando Rátót, furono considerati dei punti di forza nel lustro successivo al regno di Ladislao. Nel maggio del 1273, Rolando Rátót fu sostituito come palatino e bano da Lorenzo, figlio di Kemény, un alleato della famiglia dei Kőszegi, e da Egidio Monoszló, rispettivamente, tuttavia nel mese successivo fu di nuovo palatino e mantenne la dignità almeno fino a ottobre, quando fu rimosso dall'incarico dai Kőszegi, insieme ad altri membri del gruppo capeggiato dagli Csák. Rolando si allontanò gradualmente dal percorso delineato dai Kőszegi nei mesi successivi. Durante la guerra boemo-ungherese del 1273, Rolando rientrò tra cloro che guidarono le sue truppe alla riconquista di Giavarino tra maggio e giugno del 1273. Fu anche coinvolto in quella campagna, successiva alla partenza di Ottocaro, che tentò di riconquistare Nagyszombat (oggi Trnava, in Slovacchia).
Dopo la battaglia di Föveny del settembre 1274, in cui Enrico Kőszegi fu ucciso, Rolando disertò dalla parte dei sostenitori della stirpe degli Csák e riuscì a diventare palatino in una quarta occasione. Rolando, insieme agli Csák, propose il matrimonio di Andrea, duca di Slavonia (fratello di Ladislao), con Clemenza (figlia di Rodolfo I d'Asburgo) alla fine del 1274. Mantenne quella carica fino al giugno del 1275, quando i Kőszegi, nonostante il tradimento del defunto Enrico Kőszegi, riuscirono a mantenere la propria influenza e la corte reale espresse fiducia nei loro confronti, quando Nicola Kőszegi fu eletto palatino al posto di Rolando Rátót. In seguito, Rolando servì come ispán del comitato di Vas nell'estate del 1275. Svolse inoltre la funzione di mastro tesoriere per Elisabetta di Sicilia, regina d'Ungheria, tra il 1275 e il 1276. Oltre a ciò, fu anche a capo del comitato di Szana in Slavonia. Nel 1277, funse da giudice reale dopo esattamente trent'anni dalla prima volta che lo fu. In questa veste, rappresentò i nobili magiari quando Ladislao IV incontrò Rodolfo d'Asburgo a Hainburg an der Donau l'11 novembre per confermare la loro alleanza contro Ottocaro II di Boemia. Rolando Rátót perì in quell'anno o all'inizio del 1278, venendo menzionato come defunto nel marzo del 1278.